# جرجیا می جگر
جورجیا مِی جَگِر (به انگلیسی: Georgia May Jagger) (زادهٔ ۱۲ ژانویه ۱۹۹۲) یک مدل و طراح مد انگلیسی است. او دختر میک جگر، خواننده گروه رولینگ استونز می‌باشد.